# Prêmio Concerto
O Prêmio Concerto é uma das principais premiações no Brasil do universo da música clássica e ópera, realizado anualmente pela Revista Concerto. O prêmio tem o objetivo de conferir a premiação a destaques das temporadas anuais das orquestras, casas de ópera, recitais, lançamentos e iniciativas brasileiras no âmbito da música clássica e ópera, como forma de valorizar e fomentar a atividade musical no país. A primeira edição ocorreu em 2012.

## Indicados e vencedores por ano

### 2012
Jurados: Camila Frésca, Irineu Franco Perpétuo, João Luiz Sampaio, Leonardo Martinelli, Nelson Rubens Kunze
| Categoria                          | Indicados | Vencedor |
| ---------------------------------- | --- | --- |
| Grande Prêmio Concerto             | - Gilberto Mendes 90 anos - Sociedade de Cultura Artística 100 anos - Temporada lírica do Teatro Municipal de São Paulo | Temporada lírica do Teatro Municipal de São Paulo |
| Ópera                              | - Lulu, de Alban Berg Luiz Fernando Malheiro – direção musical e regência; Gustavo Tambascio – direção cênica (Produção do Festival Amazonas de Ópera) - Macbeth, de Verdi Abel Rocha – direção musical e regência; Robert Wilson – direção cênica (Coprodução do Teatro Municipal de São Paulo com o Teatro Comunale di Bologna) - Orfeu e Eurídice, de Gluck Nicolau de Figueiredo – direção musical e regência; Antônio Araújo – direção cênica (Produção do Teatro Municipal de São Paulo)             | Lulu, de Alban Berg Luiz Fernando Malheiro – direção musical e regência; Gustavo Tambascio – direção cênica (Produção do Festival Amazonas de Ópera) |
| Música Orquestral                  | - Bachakademie Stuttgart, Gächinger Kantorei, solistas e Helmuth Rilling – regente Bach – Missa em si menor (Promoção Dell’Arte) - Orquestra Sinfônica Alemã de Berlim e Vladimir Ashkenazy – regente Beethoven, Shostakovich, Strauss e Mahler (Temporada Mozarteum Brasileiro) - Osesp, Kari Kriikku – clarinete e Marin Alsop – regente. Magnus Lindberg – Parada e Concerto para clarinete e orquestra; Prokofiev – Sinfonia nº 4 em dó maior, op. 112 (Temporada Osesp)                               | Bachakademie Stuttgart, Gächinger Kantorei, solistas e Helmuth Rilling – regente Bach – Missa em si menor (Promoção Dell’Arte)                       |
| Música de câmara / Recital / Coral | - András Schiff – piano (Temporada Recitais Osesp; Temporada Dell’Arte) - Ensemble InterContemporain e Marthe Keller – atriz. Tristan Murail (La barque mystique) e Michael Jarrell (Cassandre) (Temporada Sociedade de Cultura Artística / Temporada Sala Cecília Meireles) - Joyce DiDonato – mezzo soprano e David Zobel – piano. Recital de canções e árias com obras de Obradors, Händel, Mozart, Rossini, Hahn, Donaudy e Di Chiara (Temporada Sociedade de Cultura Artística / Temporada Dell’Arte) | András Schiff – piano (Temporada Recitais Osesp; Temporada Dell’Arte)                                                                                |
| Jovem talento                      | - Luiz Filip, violino - Marcelo Lehninger, maestro - Orquestra Jovem do Estado de São Paulo (Cláudio Cruz: diretor artístico e regente titular) – Temporada 2012 | Luiz Filip, violino |
| CD / DVD / Livros                  | - CD Espelho d’Água Camerata Aberta (Sesc SP) - CD Nelson Freire Brasileiro (Decca) - CD Osesp e Isaac Karabtchevsky, regente Villa-Lobos, Sinfonias nº 6 e nº 7 (Naxos) | CD Osesp e Isaac Karabtchevsky, regente Villa-Lobos, Sinfonias nº 6 e nº 7 (Naxos)                                                                   |

### 2013
Jurados: Camila Frésca, Irineu Franco Perpétuo, João Luiz Sampaio, Leonardo Martinelli, Nelson Rubens Kunze
| Categoria                          | Indicados | Vencedor |
| ---------------------------------- | --- | --- |
| Grande Prêmio Concerto             | - Aylton Escobar, 70 anos - Ciclo Beethoven com a Deutsche Kammerphilharmonie Bremen - XX Bienal de Música Brasileira Contemporânea | Ciclo Beethoven com a Deutsche Kammerphilharmonie Bremen                                                                       |
| Ópera                              | - La Bohème, de Giacomo Puccini (Produção do Theatro Municipal de São Paulo) - The Turn of the Screw, de Benjamin Britten (Produção do Theatro São Pedro, São Paulo) - O Navio Fantasma, de Richard Wagner (Produção do Festival de Ópera do Theatro da Paz, Belém)                                                            | La Bohème, de Giacomo Puccini (Produção do Theatro Municipal de São Paulo)                                                     |
| Música Orquestral                  | - Orquestra Real do Concertgebouw, de Amsterdã e Mariss Jansons – regente (Temporada Sociedade de Cultura Artística e Dell’Arte) - Orquestra Sinfônica Simón Bolívar e Gustavo Dudamel – regente (Temporada Sociedade de Cultura Artística) - Osesp, Elizabeth del Grande – tímpanos e Marin Alsop – regente (Temporada Osesp) | Orquestra Real do Concertgebouw, de Amsterdã e Mariss Jansons – regente (Temporada Sociedade de Cultura Artística e Dell’Arte) |
| Música de câmara / Recital / Coral | - Daniil Trifonov – piano (Recitais Osesp) - Duo Paulo Álvares e Olga Kopylova – pianos (Recitais Osesp) - Nathalie Stutzmann – contralto e Inger Södergren – piano (Recitais Osesp) | Duo Paulo Álvares e Olga Kopylova – pianos (Recitais Osesp)                                                                    |
| Jovem talento                      | - II Bienal Música Hoje de Curitiba, Ensemble entreCompositores - Cristian Budu - piano - Orquestra Jovem do Estado de São Paulo Cláudio Cruz – diretor artístico e regente titular: Temporada 2013 | Cristian Budu - piano |
| CD / DVD / Livros                  | - CD "Filarmônica de Minas Gerais e Fabio Mechetti – regente: Sinfonia nº 9, A grande, de Schubert" (Independente) - CD "S'io Esca Vivo", de Karin Fernandes – piano Obras de Edson Zampronha (Independente) - CD "The Wigmore Hall Recital", de Maria João Pires – piano e Antonio Meneses – violoncelo (Deutsche Grammophon) | CD "The Wigmore Hall Recital", de Maria João Pires – piano e Antonio Meneses – violoncelo (Deutsche Grammophon)                |

### 2014
Jurados: Camila Frésca, Irineu Franco Perpétuo, João Luiz Sampaio, João Marcos Coelho, Nelson Rubens Kunze, Sidney Molina
| Categoria                          | Indicados | Vencedor | Votação do público |
| ---------------------------------- | --- | --- | --- |
| Grande Prêmio Concerto 2014        | - Coro Osesp, 20 anos - Nelson Freire, 70 anos - 10º BIMESP - Bienal Internacional de Música Eletroacústica | Nelson Freire, 70 anos | Nelson Freire, 70 anos |
| Ópera                              | - As Bodas de Fígaro, de W. A. Mozart Luiz Fernando Malheiro – direção musical; Livia Sabag – direção cênica (Produção do Theatro São Pedro, SP) - Salomé, de Richard Strauss John Neschling – direção musical; Livia Sabag – direção cênica (Produção do Theatro Municipal de São Paulo) - Tosca, de Giacomo Puccini Oleg Caetani – direção musical; Marco Gandini – direção cênica (Produção do Theatro Municipal de São Paulo)              | Salomé, de Richard Strauss John Neschling – direção musical; Livia Sabag – direção cênica (Produção do Theatro Municipal de São Paulo)                                | As Bodas de Fígaro, de W. A. Mozart Luiz Fernando Malheiro – direção musical; Livia Sabag – direção cênica (Produção do Theatro São Pedro, SP) |
| Música Orquestral                  | - Orquestra Sinfônica da Rádio da Baviera e Mariss Jansosns – regente Com participação da pianista Mitsuko Uchida (Temporadas Sociedade de Cultura Artística/Dell’Arte) - Osesp, Coro e solistas e Richard Armstrong – regente A danação de Fausto, de Hector Berlioz (Temporada Osesp) - Osesp, Stanislaw Skrowaczewski – regente e Akiko Suwanai – violino Concerto para violino de Alban Berg e Sinfonia nº 4 de Bruckner (Temporada Osesp) | Orquestra Sinfônica da Rádio da Baviera e Mariss Jansosns – regente Com participação da pianista Mitsuko Uchida (Temporadas Sociedade de Cultura Artística/Dell’Arte) | Osesp, Coro e solistas e Richard Armstrong – regente A danação de Fausto, de Hector Berlioz (Temporada Osesp)                                  |
| Música de câmara / Recital / Coral | - Les Arts Florissants, William Christie – regente Obras de compositores franceses (Série de Câmara da Cultura Artística) - Philippe Jaroussky e Ensemble Artaserse Obras de Vivaldi (Temporada da Cultura Artística) - Quarteto Emerson Obras de Haydn, Mozart, Beethoven, Britten e Shostakovich (Temporada da Cultura Artística) | Philippe Jaroussky e Ensemble Artaserse Obras de Vivaldi (Temporada da Cultura Artística)                                                                             | Philippe Jaroussky e Ensemble Artaserse Obras de Vivaldi (Temporada da Cultura Artística)                                                      |
| Jovem talento                      | - Lina Mendes, soprano - NEOJIBA – Núcleos Estaduais de Orquestras Juvenis e Infantis da Bahia Direção: Ricardo Castro - Orquestra Jovem do Estado de São Paulo Direção: Cláudio Cruz (Emesp/Santa Marcelina Cultura) | Orquestra Jovem do Estado de São Paulo Direção: Cláudio Cruz (Emesp/Santa Marcelina Cultura)                                                                          | Lina Mendes, soprano |
| CD / DVD / Livros                  | - CD "16 Valsas para fagote solo de Francisco Mignone" por Fábio Cury (Selo SESC) - CD "Delírio" por Emmanuele Baldini – violino e Karin Fernandes – piano Obras de Leopoldo Miguez e Glauco Velásquez (Proac SP) - Livro "Formação Germânica de Alberto Nepomuceno" por João Vidal (Escola de Música da UFRJ) | Livro "Formação Germânica de Alberto Nepomuceno" por João Vidal (Escola de Música da UFRJ)                                                                            | Livro "Formação Germânica de Alberto Nepomuceno" por João Vidal (Escola de Música da UFRJ)                                                     |

### 2015
Jurados: Camila Frésca, Irineu Franco Perpétuo, João Luiz Sampaio, João Marcos Coelho, Nelson Rubens Kunze, Sidney Molina
| Categoria                          | Indicados | Vencedor | Votação do público |
| ---------------------------------- | --- | --- | --- |
| Grande Prêmio Concerto 2015        | - Cláudio Cruz, maestro Por seu trabalho de excelência à frente da Orquestra Jovem do Estado de São Paulo, além de sua destacada atuação como violinista durante a temporada - Orquestra Filarmônica de Minas Gerais / Sala Minas Gerais Pelo padrão de qualidade atingido, que ajudou a transformar Belo Horizonte em um dos polos da música clássica brasileira - Isaac Karabtchevsky, maestro Pelo trabalho com a Sinfônica Heliópolis, a Petrobras Sinfônica e a Osesp, com quem fez os Gurre-Lieder, de Schönberg, e grava as sinfonias de Villa-Lobos | Orquestra Filarmônica de Minas Gerais / Sala Minas Gerais Pelo padrão de qualidade atingido, que ajudou a transformar Belo Horizonte em um dos polos da música clássica brasileira | Orquestra Filarmônica de Minas Gerais / Sala Minas Gerais Pelo padrão de qualidade atingido, que ajudou a transformar Belo Horizonte em um dos polos da música clássica brasileira |
| Ópera                              | - O Homem dos Crocodilos, de Arrigo Barnabé e Édipo Rei, de Stravinsky Paulo Braga e Luiz Malheiro – direção musical; Caetano Vilela – direção cênica (Produção do Theatro São Pedro de São Paulo) - Os Pescadores de Pérolas, de Bizet Miguel Campos Neto – direção musical; Fernando Meirelles – direção cênica (Produção do Festival de Ópera do Theatro da Paz) - Thaïs, de Massenet Alain Guingal – direção musical; Stefano Poda – direção cênica (Produção do Teatro Regio de Turim apresentada pelo Theatro Municipal de São Paulo)                 | Thaïs, de Massenet Alain Guingal – direção musical; Stefano Poda – direção cênica (Produção do Teatro Regio de Turim apresentada pelo Theatro Municipal de São Paulo)              | Os Pescadores de Pérolas, de Bizet Miguel Campos Neto – direção musical; Fernando Meirelles – direção cênica (Produção do Festival de Ópera do Theatro da Paz)                     |
| Música Orquestral                  | - Orquestra do Festival de Budapeste Com Iván Fischer – regente; Miah Persson – soprano; e Alexander Toradze – piano (Temporadas Cultura Artística / Dell’Arte) - Orquestra Sinfônica Brasileira e Roberto Minczuk – regente Com Jean-Louis Steuerman – piano; e Rosana Lamosa – soprano. Bachianas brasileiras, de Villa-Lobos (Fundação OSB) - Osesp, coros e solistas e Isaac Karabtchevsky – regente Gurre-Lieder, de Arnold Schönberg (Fundação Osesp)                                                                                                 | Osesp, coros e solistas e Isaac Karabtchevsky – regente Gurre-Lieder, de Arnold Schönberg (Fundação Osesp)                                                                         | Osesp, coros e solistas e Isaac Karabtchevsky – regente Gurre-Lieder, de Arnold Schönberg (Fundação Osesp)                                                                         |
| Música de câmara / Recital / Coral | - Evgeny Kissin – piano Obras de Mozart, Beethoven, Brahms e Albéniz (Temporadas Cultura Artística/Dell’Arte) - Pierre-Laurent Aimard – piano Obras de Bach, Messiaen, Kurtág, Ligeti e Chopin (Temporada Cultura Artística) - Quarteto Brodsky Obras de Purcell, Tanaka, Beethoven, Bach, Kraggerud e Mendelssohn (Festival de Inverno de Campos do Jordão/Fundação Osesp) | Evgeny Kissin – piano Obras de Mozart, Beethoven, Brahms e Albéniz (Temporadas Cultura Artística/Dell’Arte)                                                                        | Evgeny Kissin – piano Obras de Mozart, Beethoven, Brahms e Albéniz (Temporadas Cultura Artística/Dell’Arte)                                                                        |
| Jovem talento                      | - Daniel Murray, violão - Fabio Martino, piano - Giovanni Tristacci, tenor | Fabio Martino, piano | Daniel Murray, violão |
| CD / DVD / Livros                  | - CD Cria – Nova Música para piano, Karin Fernandes – piano (Proac-SP) - Livro As Cantatas de J. S. Bach, de Alfred Dürr Tradução de Claudia Sibylle Dornbusch e Stefano Paschoal; revisão técnica de Marcos da Cunha Lopes Virmond; e prefácio de José Fernando Perez (Edusc) - Livro Henrique Alves de Mesquita: Da pérola mais luminosa à poeira do esquecimento, de Antonio J. Augusto (Folha Seca) | CD Cria – Nova Música para piano, Karin Fernandes – piano (Proac-SP) | CD Cria – Nova Música para piano, Karin Fernandes – piano (Proac-SP) |

### 2016
Jurados: Camila Frésca, Irineu Franco Perpétuo, João Luiz Sampaio, João Marcos Coelho, Nelson Rubens Kunze, Sidney Molina
| Categoria                          | Indicados | Vencedor |
| ---------------------------------- | --- | --- |
| Grande Prêmio Concerto             | - Festival Sesc de Música de Câmara - Instituto Baccarelli 20 anos - Ricardo Castro – pianista e maestro | Instituto Baccarelli 20 anos |
| Ópera                              | - Dom Quixote, de Jules Massenet Luiz Fernando Malheiro / Jorge Takla (produção do Theatro São Pedro, São Paulo) - Lady Macbeth do Distrito de Mtzensk, de Shostakovich Vladimir Ponkin / Dmitry Berman (produção da Ópera Helikon, Moscou / Theatro Muncipal de São Paulo) - Lo Schiavo, de Carlos Gomes Roberto Duarte / Pier Francesco Maestrini (produção do Theatro Municipal do Rio de Janeiro) | Lady Macbeth do Distrito de Mtzensk, de Shostakovich Vladimir Ponkin / Dmitry Berman (produção da Ópera Helikon, Moscou / Theatro Muncipal de São Paulo)                                                   |
| Música Orquestral                  | - Orquestra Filarmônica de Viena, Valery Gergiev – regente Obras de Wagner, Debussy, Mussorgsky e Tchaikovsky (Cultura Artística) - Osesp, coro e solistas, Nathalie Stutzmann – regente Obras de Mozart, Schubert, Lalo, Schumann e Bizet (Fundação Osesp) - Osesp, Marin Alsop – regente, Paul Lewis – piano Integral dos concertos para piano de Beethoven (Fundação Osesp) | Orquestra Filarmônica de Viena, Valery Gergiev – regente Obras de Wagner, Debussy, Mussorgsky e Tchaikovsky (Cultura Artística)                                                                            |
| Música de câmara / Recital / Coral | - Jonas Kaufmann – tenor, e Helmuth Deutsch – piano (Mozarteum Brasileiro) - Le Marteau sans maître, de Pierre Boulez Professores do festival, Manuela Freua, soprano, Ricardo Bologna, regente (Festival de Campos do Jordão / Fundação Osesp) - Quarteto Ebène (Cultura Artística) | Jonas Kaufmann – tenor, e Helmuth Deutsch – piano (Mozarteum Brasileiro) |
| Jovem talento                      | - Camila Titinger, soprano - João Carlos Victor, violão - Leonardo Hilsdorf, piano | Leonardo Hilsdorf, piano |
| CD / DVD / Livros                  | - DVD "Boulez+", de Flo Menezes, diretor artístico, Claudio Cruz, violino. Obras de Pierre Boulez, Flo Menezes, Sergio Kafejian, Alexandre Lunsqui, Martin Herraiz, Tiago Gati e Marcos Siqueira (Selo Sesc) - Projeto "GuitarCoop" – Lançamento de seis CDs de violão. Duo Siqueira-Lima, Edson Lopes, Marcelo Kayath, Fabio Zanon e Jorge Caballero (GuitarCoop) - "Ernesto Nazareth – Integral" por Maria Teresa Madeira Obra completa para piano solo de Ernesto Nazareth em 12 CDs (Laranjeiras Records) | DVD "Boulez+", de Flo Menezes, diretor artístico, Claudio Cruz, violino. Obras de Pierre Boulez, Flo Menezes, Sergio Kafejian, Alexandre Lunsqui, Martin Herraiz, Tiago Gati e Marcos Siqueira (Selo Sesc) |

### 2017
Jurados: Camila Frésca, Irineu Franco Perpétuo, João Luiz Sampaio, João Marcos Coelho, Nelson Rubens Kunze, Sidney Molina
| Categoria                          | Indicados | Vencedor | Votação do público |
| ---------------------------------- | --- | --- | --- |
| Grande Prêmio Concerto             | - Antonio Meneses, 60 anos - Neojiba 10 anos Ricardo Castro, direção - Percorso Ensemble 15 anos Ricardo Bologna, direção | Antonio Meneses, 60 anos | Percorso Ensemble 15 anos Ricardo Bologna, direção                                                                                  |
| Ópera                              | - “Jenufa”, de Janácek Marcelo de Jesus/André Heller-Lopes (Theatro Municipal do Rio de Janeiro) - “l’Orfeo”, de Monteverdi Cappella Mediterranea e Coro de Câmara Namur, Leonardo García Alarcón, direção (Cultura Artística/Dell’Arte) - “Pulcinella”, de Stravinsky, e “Arlecchino”, de Busoni Ira Levin/William Pereira (Theatro São Pedro, SP) | “l’Orfeo”, de Monteverdi Cappella Mediterranea e Coro de Câmara Namur, Leonardo García Alarcón, direção (Cultura Artística/Dell’Arte) | “Pulcinella”, de Stravinsky, e “Arlecchino”, de Busoni Ira Levin/William Pereira (Theatro São Pedro, SP)                            |
| Música Orquestral                  | - Orquestra Nacional do Capitólio de Toulouse, Bertrand Chamayou (piano) e Tugan Sokhiev (regência) (Cultura Artística/Dell’Arte) - Potsdam Chamber Orchestra, Emmanuel Pahud (flauta) e Trevor Pinnock (regência) (Cultura Artística) - Osesp, Isabelle Faust (violino) e Krzysztof Penderecki (compositor e regência) (Fundação Osesp)            | Osesp, Isabelle Faust (violino) e Krzysztof Penderecki (compositor e regência) (Fundação Osesp)                                       | Osesp, Isabelle Faust (violino) e Krzysztof Penderecki (compositor e regência) (Fundação Osesp)                                     |
| Música de câmara / Recital / Coral | - Ensemble Modern, Projeto Walter Smetak (Instituto Goethe/Fundação Osesp) - Isabelle Faust, violino Integral das sonatas de Beethoven com Alexander Melnikov e sonatas e partitas de Bach (Fundação Osesp) - Le Concert de la Loge e Philippe Jaroussky, contratenor Händel (Cultura Artística/Dell’Arte)                                          | Isabelle Fa ust, violino (integral das sonatas de Beethoven com Alexander Melnikov e sonatas e par titas de Ba ch) [Fundação Osesp]   | Isabelle Fa ust, violino (integral das sonatas de Beethoven com Alexander Melnikov e sonatas e par titas de Ba ch) [Fundação Osesp] |
| Jovem talento                      | - Atalla Ayan (tenor) - Ronaldo Rolim (pianista) - Valentina Peleggi (maestrina) | Atalla Ayan (tenor) | Valentina Peleggi (maestrina) |
| CD / DVD / Livros                  | - Sergio e Eduardo Abreu BBC Recital 1970 (GuitarCoop) - Carlos Gomes,Alexandre Levy e Glauco Velásquez –Quarteto Carlos Gomes [Selo Sesc] - Guarnieri e Nepomuceno – Orquestra Filarmônica de Minas Gerais, Cristina Ortiz (piano) e Fabio Mechetti (regência) [Selo Sesc]                                                                         | Sergio e Eduardo Abreu BBC Recital 1970 (GuitarCoop)                                                                                  | Guarnieri e Nepomuceno – Orquestra Filarmônica de Minas Gerais, Cristina Ortiz (piano) e Fabio Mechetti (regência) [Selo Sesc]      |

### 2018
Jurados: Camila Frésca, Irineu Franco Perpétuo, João Luiz Sampaio, João Marcos Coelho, Nelson Rubens Kunze, Sidney Molina
| Categoria                          | Indicados | Vencedor | Votação do público |
| ---------------------------------- | --- | --- | --- |
| Grande Prêmio Concerto             | - Edino Krieger 90 anos - Integral das sinfonias de Heitor Villa-Lobos Osesp / Karabtchevsky (Fundação Osesp) - Selo Sesc | Integral das sinfonias de Heitor Villa-Lobos Osesp / Karabtchevsky (Fundação Osesp)                                                                          | Integral das sinfonias de Heitor Villa-Lobos Osesp / Karabtchevsky (Fundação Osesp)                                                                          |
| Ópera                              | - “Kátia Kabanová”, de Janácek Ira Levin / André Heller-Lopes (Theatro São Pedro, São Paulo) - “La traviata”, de Verdi Viegas, Minczuk/Jorge Takla (Palácio das Artes, Belo Horizonte / Theatro Municipal de São Paulo) - “Sonho de uma noite de verão”, de Britten Cláudio Cruz / Jorge Takla (Theatro São Pedro, São Paulo)                                                                        | “Sonho de uma noite de verão”, de Britten Cláudio Cruz / Jorge Takla (Theatro São Pedro, São Paulo)                                                          | “La traviata”, de Verdi Viegas, Minczuk/Jorge Takla (Palácio das Artes, Belo Horizonte / Theatro Municipal de São Paulo)                                     |
| Música Orquestral                  | - Filarmônica de Dresden, Herbert Schuch (piano) e Michael Sanderling (regente) (Cultura Artística/Dell’Arte) - “Missa”, de Leonard Bernstein, com Orquestra Sinfônica Municipal de São Paulo, corais e solistas, Roberto Minczuk (regente) (Theatro Municipal de São Paulo) - Osesp, Emmanuel Pahud (flauta) e Thierry Fischer (regente), com obra “Saccades”, de Philippe Manoury (Fundação Osesp) | “Missa”, de Leonard Bernstein, com Orquestra Sinfônica Municipal de São Paulo, corais e solistas, Roberto Minczuk (regente) (Theatro Municipal de São Paulo) | “Missa”, de Leonard Bernstein, com Orquestra Sinfônica Municipal de São Paulo, corais e solistas, Roberto Minczuk (regente) (Theatro Municipal de São Paulo) |
| Música de câmara / Recital / Coral | - “A paixão segundo São João”, de Bach, com Os músicos de capella, solistas e Luis Otavio Santos (regente) (Cultura Artística) - Jan Lisiecki, piano (Cultura Artística) - The Tallis Scholars (Festival Sesc de Música de Câmara) | “A paixão segundo São João”, de Bach, com Os músicos de capella, solistas e Luis Otavio Santos (regente) (Cultura Artística)                                 | “A paixão segundo São João”, de Bach, com Os músicos de capella, solistas e Luis Otavio Santos (regente) (Cultura Artística)                                 |
| Jovem talento                      | - Guido Sant’Anna (violinista) - Lucas Thomazinho (pianista) - William Coelho (maestro) | Guido Sant’Anna (violinista) | Guido Sant’Anna (violinista) |
| CD / DVD / Livros                  | - Aleyson Scopel, piano – Cartas celestes, de Almeida Prado (Grand Piano) - Edelton Gloeden, violão – 12 Valsas brasileiras de Francisco Mignone (Independente) - Trio Puelli – Radamés Gnattali: integral da obra para piano, violino e violoncelo (Selo Sesc) | Aleyson Scopel, piano – Cartas celestes, de Almeida Prado (Grand Piano)                                                                                      | Trio Puelli – Radamés Gnattali: integral da obra para piano, violino e violoncelo (Selo Sesc)                                                                |

### 2019
Jurados: Camila Frésca, Irineu Franco Perpétuo, João Luiz Sampaio, João Marcos Coelho, Nelson Rubens Kunze, Sidney Molina
| Categoria                          | Indicados | Vencedor | Votação do público |
| ---------------------------------- | --- | --- | --- |
| Grande Prêmio Concerto             | - IPB (Instituto Piano Brasileiro) Alexandre Dias, diretor - Neojiba (Núcleos Estaduais de Orquestras Juvenis e Infantis da Bahia) Ricardo Castro, diretor - Orquestra Jovem do Estado – 40 anos Cláudio Cruz, regente titular | IPB (Instituto Piano Brasileiro) Alexandre Dias, diretor                                                               | Neojiba (Núcleos Estaduais de Orquestras Juvenis e Infantis da Bahia) Ricardo Castro, diretor                                   |
| Ópera                              | - “Alma”, de Claudio Santoro Marcelo de Jesus / Julianna Santos (Festival Amazonas de Ópera) - “Prism”, de Ellen Reid Roberto Minczuk / James Darrah (Theatro Municipal de São Paulo) - “Ritos de perpassagem”, de Flo Menezes Ricardo Bologna / Marcelo Gama (Theatro São Pedro, São Paulo)                                                                                  | “Alma”, de Claudio Santoro Marcelo de Jesus / Julianna Santos (Festival Amazonas de Ópera)                             | “Alma”, de Claudio Santoro Marcelo de Jesus / Julianna Santos (Festival Amazonas de Ópera)                                      |
| Música Orquestral                  | - Orquestra Jovem do Estado de São Paulo, Coral Jovem do Estado e Cláudio Cruz (regente), com homenagem a Claudio Santoro (Emesp) - Orquestra Sinfônica de Montreal, Alexandre Soumm (violino) e Kent Nagano (regente) (Cultura Artística/Dell’Arte) - Osesp, solistas e Heinz Holliger (regente), com a obra “Dos cânions às estrelas”, de Olivier Messiaen (Fundação Osesp) | Osesp, solistas e Heinz Holliger (regente), com a obra “Dos cânions às estrelas”, de Olivier Messiaen (Fundação Osesp) | Orquestra Jovem do Estado de São Paulo, Coral Jovem do Estado e Cláudio Cruz (regente), com homenagem a Claudio Santoro (Emesp) |
| Música de câmara / Recital / Coral | - English Baroque Soloists, Monteverdi Choir e John Eliot Gardiner (regente) (Tucca/Dell’Arte) - Joyce DiDonato (mezzo soprano) e Il Pomo D’Oro, com o programa “Na guerra e na paz: harmonia através da música”. (Cultura Artística) - Maria João Pires, piano (Cultura Artística/Dell’Arte)                                                                                 | English Baroque Soloists, Monteverdi Choir e John Eliot Gardiner (regente) (Tucca/Dell’Arte)                           | Maria João Pires, piano (Cultura Artística/Dell’Arte)                                                                           |
| Jovem talento                      | - Anibal Mancini, tenor - Hilo Carriel, maestro - Maíra Ferreira, maestrina | Hilo Carriel, maestro                                                                                                  | Maíra Ferreira, maestrina |
| CD / DVD / Livros                  | - CD "André Mehmari, Música para cordas" (Selo Sesc) - CD "Nelson Freire (piano), Encores" (Decca) - Livro "Cadernos" de Willy Corrêa de Oliveira (Edusp) | Livro "Cadernos" de Willy Corrêa de Oliveira (Edusp)                                                                   | CD "Nelson Freire (piano), Encores" (Decca)                                                                                     |

### 2020
Jurados: Andrei Reina, Camila Frésca, Irineu Franco Perpétuo, João Luiz Sampaio, João Marcos Coelho, Luciana Medeiros, Nelson Rubens Kunze, Sidney Molina
| Categoria                                          | Indicados | Vencedor | Votação do público |
| -------------------------------------------------- | --- | --- | --- |
| Grande Prêmio Concerto 2020 Reinvenção na Pandemia | - Festival de Música Erudita do Espírito Santo Pela programação inspirada no período de pandemia. Direção: Tarcísio Santório e Natércia Lopes. Curadoria: Livia Sabag. - FIMUCA – Festival Internacional de Música em Casa Pela iniciativa de criação de um evento pedagógico virtual de escopo nacional. Direção: Flávio Gabriel - Fórum Brasileiro de Ópera, Dança e Música de Concerto Pela inédita união do setor musical na busca por caminhos conjuntos - Instituto Baccarelli Pelo Tocando Juntos por Heliópolis, ação de auxílio à comunidade, e pelo Conexão Heliópolis. Direção: Edilson Ventureli - Orquestra de Câmara da ECA/USP Pelos projetos audiovisuais para refletir sobre a pandemia e o país, como o filme Inumeráveis. Direção artística: Gil Jardim - Orquestra Filarmônica de Minas Gerais Pelas transmissões digitais da Maratona Beethoven e pela Academia Virtual. Direção artística: Fabio Mechetti - Orquestra Sinfônica de Santo André Por ações digitais como Microestreias da Quarentena, Trilogia Trancafiada e a micro-ópera O guarani. Direção artística: Abel Rocha - Sala Cecília Meireles Pela Sala Digital e curadoria da temporada, com transmissões ao vivo. Direção: João Guilherme Ripper - SINOS – Sistema Nacional de Orquestras Sociais Pelas iniciativas digitais destinadas a auxiliar projetos sociais. Coordenação: André Cardoso e Marcelo Jardim | - Instituto Baccarelli Pelo Tocando Juntos por Heliópolis, ação de auxílio à comunidade, e pelo Conexão Heliópolis. Direção: Edilson Ventureli - Orquestra Filarmônica de Minas Gerais Pelas transmissões digitais da Maratona Beethoven e pela Academia Virtual. Direção artística: Fabio Mechetti - Orquestra Sinfônica de Santo André Por ações digitais como Microestreias da Quarentena, Trilogia Trancafiada e a micro-ópera O guarani. Direção artística: Abel Rocha - Sala Cecília Meireles Pela Sala Digital e curadoria da temporada, com transmissões ao vivo. Direção: João Guilherme Ripper | - Instituto Baccarelli Pelo Tocando Juntos por Heliópolis, ação de auxílio à comunidade, e pelo Conexão Heliópolis. Direção: Edilson Ventureli - FIMUCA – Festival Internacional de Música em Casa Pela iniciativa de criação de um evento pedagógico virtual de escopo nacional. Direção: Flávio Gabriel - Orquestra de Câmara da ECA/USP Pelos projetos audiovisuais para refletir sobre a pandemia e o país, como o filme Inumeráveis. Direção artística: Gil Jardim - Orquestra Filarmônica de Minas Gerais Pelas transmissões digitais da Maratona Beethoven e pela Academia Virtual. Direção artística: Fabio Mechetti |
| Jovem talento                                      | - Bruno de Sá (sopranista) - Gabriele Leite (violonista) - José Soares (regente) | Gabriele Leite (violonista) | Gabriele Leite (violonista) |
| CD / DVD / Livros                                  | - CD "Dragão dos olhos amarelos" – Ana de Oliveira, violino (Tratore) - Livro "Ensaio Sobre a Música Brasileira", de Mário de Andrade – Flávia Toni, organização (Editora da USP) - CD "Jardim noturno: Canções de Claudio Santoro" – Paulo Szot, barítono; Nahim Marun, piano (Selo Sesc Digital) | CD "Jardim noturno: Canções de Claudio Santoro" – Paulo Szot, barítono; Nahim Marun, piano (Selo Sesc Digital) | Livro "Ensaio Sobre a Música Brasileira", de Mário de Andrade – Flávia Toni, organização (Editora da USP) |

### 2021
Jurados: Andrei Reina, Camila Frésca, Irineu Franco Perpétuo, João Luiz Sampaio, João Marcos Coelho, Luciana Medeiros, Nelson Rubens Kunze, Sidney Molina
| Categoria              | Indicados | Vencedor | Votação do público |
| ---------------------- | --- | --- | --- |
| Grande Prêmio Concerto | - 23º Festival Amazonas de Ópera Encomenda e produção de óperas on-line. Direção artística: Luiz Fernando Malheiro. Produção executiva: Flavia Furtado. - Eliane Coelho, soprano 70 anos - Felipe Lara – Concerto Duplo para Flauta e Contrabaixo e Orquestra Encomenda da Filarmônica de Helsinque / Filarmônica de Los Angeles; estreada na Finlândia - Festival Artes Vertentes 10 anos Direção artística: Luiz Gustavo Carvalho. Direção executiva: Maria Vragova. - Floresta Villa-Lobos Osesp, Coro da Osesp, Coro Acadêmico da Osesp. Regência: Marin Alsop. Com Carla Cottini, soprano, e Olga Kopylova, piano. - Ópera María de Buenos Aires, de Astor Piazzolla OSM, Coral lírico. Direção musical e regência: Roberto Minczuk. Concepção e direção geral: Kiko Goifman. Direção cênica: Ronaldo Zero. (TMSP) - Pierrot Lunaire, de Schönberg Direção artística: Ira Levin. Concepçao cênica: Julianna Santos. Regência: Priscila Bomfim. Com Eliane Coelho, soprano. (TMRJ) - Programa Gestores da Sala Cecília Meireles Direção: João Guilherme Ripper - Projeto Sinos – Academia de Ópera Direção: Marcelo Jardim, André Cardoso. Coordenação: Silvio Viegas (Funarte; UFRJ) - Recital Fabio Zanon, violão Homenagem a Julian Bream. (Sala Cecília Meireles) - Temporada Osesp 2021 Direção artística: Arthur Nestrovski (Fundação Osesp) - Transmissões on-line da Filarmônica de Minas Gerais Direção artística: Fabio Mechetti. Direção de comunicação: Agenor Carvalho. Direção de transmissão: Leandro Oliveira. (Filarmônica de Minas Gerais) | - Eliane Coelho, soprano 70 anos - 23º Festival Amazonas de Ópera Encomenda e produção de óperas on-line. Direção artística: Luiz Fernando Malheiro. Produção executiva: Flavia Furtado. - Felipe Lara – Concerto Duplo para Flauta e Contrabaixo e Orquestra Encomenda da Filarmônica de Helsinque / Filarmônica de Los Angeles; estreada na Finlândia - Festival Artes Vertentes 10 anos Direção artística: Luiz Gustavo Carvalho. Direção executiva: Maria Vragova. | - Ópera María de Buenos Aires, de Astor Piazzolla OSM, Coral lírico. Direção musical e regência: Roberto Minczuk. Concepção e direção geral: Kiko Goifman. Direção cênica: Ronaldo Zero. (TMSP) - Transmissões on-line da Filarmônica de Minas Gerais Direção artística: Fabio Mechetti. Direção de comunicação: Agenor Carvalho. Direção de vídeo: Leandro Oliveira. (Filarmônica de Minas Gerais) - Floresta Villa-Lobos Osesp, Coro da Osesp, Coro Acadêmico da Osesp. Regência: Marin Alsop. Com Carla Cottini, soprano, e Olga Kopylova, piano. - Pierrot Lunaire, de Schönberg Direção artística: Ira Levin. Concepçao cênica: Julianna Santos. Regência: Priscila Bomfim. Com Eliane Coelho, soprano. (TMRJ) |
| Jovem talento          | - Iberê Carvalho, violista - José Soares, maestro - Natália Larangeira, maestra | José Soares, maestro | Natália Larangeira, maestra |
| CD / DVD / Livros      | - Álbum Erika Ribeiro. Obras de Stravinsky, Paschoal e Gubaidulina [Rocinante] - Álbum Nossos espíritos livres: árias da corte francesa do século XVII. Com Marília Vargas (soprano), Roger Burmester (alaúde e guitarra barroca), Silvana Scarinci (arquialaúde e teorba) e Juliano Buosi e Raquel Aranha (violinos). [Independente] - Álbum Trios de Villa-Lobos, com Claudio Cruz (violino), Antonio Meneses (violoncelo) e Ricardo Castro (piano) e Gabriel Marin (viola) [Selo Sesc] | Álbum Trios de Villa-Lobos, com Claudio Cruz (violino), Antonio Meneses (violoncelo) e Ricardo Castro (piano) e Gabriel Marin (viola) [Selo Sesc] | Álbum Nossos espíritos livres: árias da corte francesa do século XVII. Com Marília Vargas (soprano), Roger Burmester (alaúde e guitarra barroca), Silvana Scarinci (arquialaúde e teorba) e Juliano Buosi e Raquel Aranha (violinos). [Independente] |

### 2022
Jurados: Camila Frésca, Irineu Franco Perpétuo, João Luiz Sampaio, João Marcos Coelho, Jorge Coli, Luciana Medeiros, Márvio dos Anjos, Nelson Rubens Kunze, Sidney Molina
| Categoria                            | Indicados | Vencedor | Votação do público |
| ------------------------------------ | --- | --- | --- |
| Grande Prêmio Concerto               | - Guido Sant'Anna, violinista - Neojiba 15 anos – Turnê Europa - Marcos Balter, compositor | Guido Sant'Anna, violinista | Guido Sant'Anna, violinista |
| Prêmio Lauro Machado Coelho de Ópera | - Navalha na carne, Leonardo Martinelli Roberto Minczuk / Fernanda Maia (Theatro Municipal de São Paulo) - Os Capuletos e os Montéquios, Vincenzo Bellini Alessandro Sangiorgi / Antonio Araújo (Theatro São Pedro, SP) - Peter Grimes, de Benjamin Britten Luiz Fernando Malheiro / Pedro Salazar (Festival Amazonas de Ópera) | Peter Grimes, de Benjamin Britten Luiz Fernando Malheiro / Pedro Salazar (Festival Amazonas de Ópera)                                                              | Os Capuletos e os Montéquios, Vincenzo Bellini Alessandro Sangiorgi / Antonio Araújo (Theatro São Pedro, SP)                                                       |
| Música Orquestral                    | - Academy of Saint Martin in the Fields Joshua Bell, violino e direção (Cultura Artística) - Orquestra Sinfônica de Porto Alegre Evandro Matté, regência; Fabio Martino, piano (Teatro Colón / Sala São Paulo) - Orquestra Sinfônica do Estado de São Paulo Neil Thomson, regência; Priscila Rato, violino. Obras de Vaughan Williams, Almeida Prado e Villa-Lobos (Fundação Osesp) | Academy of Saint Martin in the Fields Joshua Bell, violino e direção (Cultura Artística)                                                                           | Orquestra Sinfônica do Estado de São Paulo Neil Thomson, regência; Priscila Rato, violino. Obras de Vaughan Williams, Almeida Prado e Villa-Lobos (Fundação Osesp) |
| Música de Câmara / Recital / Coral   | - Józef Jakub Orlinski e Il Pomo D’Oro (Cultura Artística/Dellarte) - Missa de Santa Cecília, Pe. José Mauricio Nunes Garcia Osusp, Meninos Cantores de Hamburgo, membros do Coletivo Jeholu e solistas. Luiz de Godoy, regência (Festival Sesc de Música de Câmara) - Quarteto Boulanger Recitais de lançamento do CD “Entre brumas e fúrias”. Sala do Conservatório (SP), Sala Sérgio Magnani (BH), Sala Cecília Meireles (Rio)                                                            | Józef Jakub Orlinski e Il Pomo D’Oro (Cultura Artística/Dellarte)                                                                                                  | Quarteto Boulanger Recitais de lançamento do CD “Entre brumas e fúrias”. Sala do Conservatório (SP), Sala Sérgio Magnani (BH), Sala Cecília Meireles (Rio)         |
| Jovem talento                        | - Marina Martins, violoncelo - Piero Schlochauer, compositor - Plínio Fernandes, violão | Plínio Fernandes, violão | Marina Martins, violoncelo |
| Inovação                             | - Gabriella di Laccio, soprano Pelo trabalho da Fundação Donne – Women in Music, iniciativa que tem como objetivo refletir sobre o espaço para as mulheres na música - Ópera Gianni Schicchi de Puccini César Pimenta / Felipe Venâncio e elenco inteiramente composto por artistas negros (Coletivo Ubuntu Brasileiro) - Programa Gestores da Sala Cecília Meireles Projeto voltado à capacitação para a gestão de salas de concerto. Direção João Guilherme Ripper (Sala Cecília Meireles) | Programa Gestores da Sala Cecília Meireles Projeto voltado à capacitação para a gestão de salas de concerto. Direção João Guilherme Ripper (Sala Cecília Meireles) | Ópera Gianni Schicchi de Puccini César Pimenta / Felipe Venâncio e elenco inteiramente composto por artistas negros (Coletivo Ubuntu Brasileiro)                   |
| CD / DVD / Livros                    | - CD Claudio Santoro Sinfonias nº 5 e nº 7 Orquestra Filarmônica de Goiás. Neil Thomson, regência (Naxos) - CD Roma travestita Bruno de Sá, sopranista, e Il Pomo D’Oro (Erato/Warner) - CD-Livro Toda Semana – música e a literatura na Semana de Arte Moderna Música & literatura na Semana de Arte Moderna Claudia Toni, Flávia Toni e Camila Fresca (orgs.) (Selo Sesc) | CD Claudio Santoro Sinfonias nº 5 e nº 7 Orquestra Filarmônica de Goiás. Neil Thomson, regência (Naxos)                                                            | CD Claudio Santoro Sinfonias nº 5 e nº 7 Orquestra Filarmônica de Goiás. Neil Thomson, regência (Naxos)                                                            |

### 2023
| Categoria                            | Indicados | Vencedor | Votação do público |
| ------------------------------------ | --- | --- | --- |
| Grande Prêmio Concerto               | - André Mehmari, compositor Pelo conjunto de atividades como pianista e compositor - Aylton Escobar, compositor Pelas celebrações em torno de sua obra em seu 80º aniversário - Flavia Furtado, produtora cultural Pelo Festival Amazonas de Ópera e pelo trabalho em prol da ópera brasileira | André Mehmari, compositor Pelo conjunto de atividades como pianista e compositor | Flavia Furtado, produtora cultural Pelo Festival Amazonas de Ópera e pelo trabalho em prol da ópera brasileira |
| Prêmio Lauro Machado Coelho de Ópera | - “Contos de Júlia”, de Marcus Siqueira e Verônica Stigger Gabriel Rhein-Schirato / Julianna Santos (Festival de Música Erudita do Espírito Santo) - “O contractador dos diamantes”, de Francisco Mignone Luiz Fernando Malheiro / William Pereira (Festival Amazonas de Ópera) - “O guarani”, de Carlos Gomes Roberto Minczuk / Cibele Forjaz / Ailton Krenak, concepção (Theatro Municipal de São Paulo) | “Contos de Júlia”, de Marcus Siqueira e Verônica Stigger Gabriel Rhein-Schirato / Julianna Santos (Festival de Música Erudita do Espírito Santo)                                                                                 | “O guarani”, de Carlos Gomes Roberto Minczuk / Cibele Forjaz / Ailton Krenak, concepção (Theatro Municipal de São Paulo) |
| Música Orquestral                    | - Orquestra Filarmônica de Minas Gerais: Obras de Édouard Lalo, Camille Saint-Saëns e Sergei Rachmaninov Fabio Mechetti, regente / Viktor Uzur, violoncelo (Festival de Inverno de Campos do Jordão / Filarmônica de Minas Gerais) - Orquestra Petrobras Sinfônica: Obras de Edino Krieger, Ronaldo Miranda e Felix Mendelssohn Neil Thomson, regência / Cármelo de los Santos, violino (Sala Cecília Meireles / Orquestra Petrobras Sinfônica) - Orquestra Sinfônica do Estado de São Paulo: Obras de Francisco Mignone e Antonin Dvorák Giancarlo Guerrero, regência / Fabio Martino, piano (Fundação Osesp) | Orquestra Filarmônica de Minas Gerais: Obras de Édouard Lalo, Camille Saint-Saëns e Sergei Rachmaninov Fabio Mechetti, regente / Viktor Uzur, violoncelo (Festival de Inverno de Campos do Jordão / Filarmônica de Minas Gerais) | Orquestra Filarmônica de Minas Gerais: Obras de Édouard Lalo, Camille Saint-Saëns e Sergei Rachmaninov Fabio Mechetti, regente / Viktor Uzur, violoncelo (Festival de Inverno de Campos do Jordão / Filarmônica de Minas Gerais) |
| Música de Câmara / Recital / Coral   | - Andràs Schiff, piano (Cultura Artística / Dellarte) - Bryn Terfel, baixo-barítono Orquestra Acadêmica Mozarteum Brasileiro / Carlos Moreno, regência (Mozarteum Brasileiro) - Le Concert des Nations Jordi Savall, direção musical (Cultura Artística) | Bryn Terfel, baixo-barítono Orquestra Acadêmica Mozarteum Brasileiro / Carlos Moreno, regência (Mozarteum Brasileiro) | Bryn Terfel, baixo-barítono Orquestra Acadêmica Mozarteum Brasileiro / Carlos Moreno, regência (Mozarteum Brasileiro) |
| Jovem talento                        | - Gabriele Leite, violão - Lucas Thomazinho, piano - Rafael Marino Arcaro, composição | Gabriele Leite, violão | Gabriele Leite, violão |
| Inovação                             | - Atelier de Composição Lírica do Theatro São Pedro Projeto de criação de novas óperas (Theatro São Pedro de São Paulo) - Concurso de Canto Joaquina Lapinha Dedicado a cantores pretos, pardos e indígenas (Conservatório de Tatuí) - Orquestra Parassinfônica de São Paulo Conjunto protagonizado por músicos com deficiência (Orquestra Parassinfônica de São Paulo) | Concurso de Canto Joaquina Lapinha Dedicado a cantores pretos, pardos e indígenas (Conservatório de Tatuí) | Orquestra Parassinfônica de São Paulo Conjunto protagonizado por músicos com deficiência (Orquestra Parassinfônica de São Paulo)                                                                                                 |
| CD / DVD / Livros                    | - After a Dream Antonio Meneses, violoncelo / Cristian Budu, piano (Azul Music) - Almeida Prado: Sinfonia dos Orixás, Pequenos funerais cantantes Orquestra Sinfônica do Estado de São Paulo / Coro da Osesp; Neil Thomson, regência (Naxos) - Aylton Escobar – Música brasileira contemporânea em concerto Núcleo Hespérides (Independente) | After a Dream Antonio Meneses, violoncelo / Cristian Budu, piano (Azul Music) | Almeida Prado: Sinfonia dos Orixás, Pequenos funerais cantantes Orquestra Sinfônica do Estado de São Paulo / Coro da Osesp; Neil Thomson, regência (Naxos)                                                                       |